# Erhard Ernst von Röder
Pour les articles homonymes, voir Roeder.
Erhard Ernst von Röder (né le 26 juillet 1665 à Königsberg, Prusse-Orientale et mort le 26 octobre 1743 au manoir de Juditten (de) près de Königsberg) est un maréchal royal prussien et ministre des Finances et de la Guerre.

## Origine et famille
Il est le fils du maréchal prussien Christoph von Röder (de) (1618-1679) et d'Anna Magdalena, née von Rappe (de) de la branche d'Angerapp (de). En 1712, il épouse sa première femme Elisabeth, née baronne Rübel von Biberach, veuve von Graevenitz, et en 1737, il épouse sa seconde épouse Anna Sophie Agnes von Buddenbrock (de) (née en 1699), fille du maréchal Wilhelm Dietrich von Buddenbrock. En tant que veuve, elle épouse le maréchal Johann von Lehwaldt (1685-1768) dans son second mariage.

## Biographie
À partir de 1689, Röder est capitaine (Hauptmann) dans le régiment du prince-héritier. En tant que chef de la compagnie du corps, il entretient une relation étroite avec l'électeur Frédéric-Guillaume Ier. Röder le sert pendant la guerre de Succession d'Espagne, puis retourne en Prusse en tant que colonel et brigadier.
En 1705, il est nommé commandant de la forteresse de Plassenburg. En 1714, il est promu général de division et retourne en Prusse-Orientale, où il prend la tête d'un régiment à pied en 1717 (plus tard 2e régiment d'infanterie). En 1728, il est nommé commandant en chef des troupes et des forteresses du duché de Prusse et en 1736 premier ministre du budget et de la guerre et détient ainsi le plus haut niveau du pouvoir militaire et civil.
En 1734, il est de nouveau envoyé sur le terrain. Avec le corps auxiliaire prussien, il se rend sur le Rhin pour participer à la guerre de Succession de Pologne contre la France avec le prince Eugène. Le prince héritier Frédéric II acquit une expérience militaire sous le commandement de Röder. En 1736, il ramène son régiment en Prusse-Orientale pour participer aux guerres ottomanes. En 1739, Röder devient feld-maréchal.
En juin 1732, il devient le parrain du premier enfant d'éxilés de Salzbourg né à Königsberg.
Il est seigneur de Metgethen.